# Le furie umane del kung fu
Le furie umane del kung fu è un film del 1978 diretto da Chang Cheh.
Film dello Studio Shaw, tra i più noti e di maggior successo del filone del gongfu.

## Trama
Yang è l'ultimo studente di un vecchio maestro che, in punto di morte, rivela all'allievo di aver fatto parte in passato della "Setta degli spietati", e di aver insegnato dei particolari stili marziali a cinque uomini. Questi uomini si facevano chiamare con il nome dell'animale di cui avevano appreso lo stile: Centopiedi, Serpente, Scorpione, Lucertola e Rospo. Il vecchio maestro chiede all'allievo Yang di ritrovare questi uomini e scoprire se sono divenuti malvagi, e nel caso ucciderli.

## Distribuzione

### Edizione italiana
Il film è stato distribuito in Italia per la prima volta da Indipendenti Regionali nel 1980, con doppiaggio affidato alla Cine Video Doppiatori.
Nel 2010 la AVO Film lo ha distribuito su DVD con una versione rimasterizata e ridoppiata.

## Critica
Il film è divenuto un classico del genere, grazie anche all'abilità registica di Chang Cheh. Il titolo americano del film, Five Deadly Venoms ("Cinque veleni mortali"), si riferisce ai veleni dei cinque animali citati nella storia, la qual cosa viene anche citata nella versione italiana del film, senza però essere messa in risalto. «Oltre ai particolari sadici (una sorta di Vergine di Norimberga cinese nella quale viene racchiuso Lin Tao, o la crudele uccisione di Lin Guang messa in atto grazie ad un lungo ago che, infilato nel naso, gli fora il cervello) le maschere dei cinque combattenti e il loro comportamento fa sì che l'immaginazione corra subito ai supereroi mascherati o, meglio ancora, agli anti-eroi del "fumetto nero" italiano, costituendone, in un certo senso, la controparte asiatica».

## Cinque veleni
Millepiedi : Questo è Zhang Yiaotian pratica lo stile del Millepiedi, il suo soprannome è "Mille Mani", è molto noto per i suoi movimenti rapidi, è come se avesse mille mani.
Serpente : Il secondo si chiama Qi Dong pratica lo stile del Serpente, è soprannominato "Spirito del Serpente", la mano destra è la testa, la sinistra è la coda, è noto per la sua reattività rapida come quella di un serpente.
Scorpione : Il terzo si chiama Gao Ji pratica lo stile dello Scorpione, in questo stile la mano funge da tenaglia, i piedi si muovono come quelli di uno scorpione.
Lucertola o Geco : Il quarto si chiama Meng Tianxia pratica lo stile del Geco, è addestrato ad avere un corpo leggero e gambe potenti così da potersi arrampicare con facilità, usa anche la forza di rimbalzo per intensificare la propria potenza.
Rospo : Il quinto anziano è Liang Shen pratica lo stile del Rospo, può resistere agli attacchi con spade e lance, può anche spezzare oggetti duri, il suo colpo è molto potente.